# کونیگسوالده
کونیگسوالده (به آلمانی: Königswalde) یک شهر در آلمان است که در ارتسگبیرگسکرایس واقع شده‌است. کونیگسوالده ۲٬۲۹۵ نفر جمعیت دارد.